# Estación de Cillamayor
Cillamayor es un apeadero ferroviario con parada facultativa situado en Cillamayor, en el municipio español de Barruelo de Santullán en la provincia de Palencia, comunidad autónoma de Castilla y León. Forma parte de la red de ancho métrico de Adif, operada por Renfe Operadora a través de su división comercial Renfe Cercanías AM. Cuenta con servicios regionales de la línea R-4f, que une Léon con Bilbao.

## Situación ferroviaria
La estación se encuentra situada en el punto kilométrico 151,1 de la línea férrea de ancho métrico de La Robla y León a Bilbao (conocido como Ferrocarril de La Robla), entre la estación de Salinas de Pisuerga y el apeadero clausurado de Cordovilla, a 949,74 metros de altitud. El kilometraje es el histórico, tomando la estación de La Robla como punto de partida. El tramo es de vía única y no está electrificado. Según Adif, la denominación oficial de la línea a la que pertenece la estación es la 08-790 (Asunción Universidad-Aranguren).
Históricamente formó también parte de la desmantelada vía de ancho métrico desde las Minas de San Cebrián de Mudá a Cillamayor, punto kilométrico 14,782.

## Historia
Tras la ceremonia de inauguración de la línea el 11 de agosto de 1894, la estación fue abierta al tráfico el 14 de septiembre de 1894 con la puesta en marcha del tramo Cistierna-Sotoscueva no quedando La Robla y Bilbao finalmente unidas sin transbordo en Valmaseda hasta el 15 de diciembre de 1902. Forma parte de las estaciones originales de la línea.
Las obras y la explotación inicial de la concesión corrieron a cargo de la Sociedad del Ferrocarril Hullero de La Robla a Valmaseda, S.A. (que a partir de 1905 pasó a denominarse Ferrocarriles de La Robla, S.A.). En 1972, FEVE obtuvo la explotación de la línea debido a la decadencia que padecía la misma, provocada por la falta de rentabilidad que sufrió la industria del carbón. La situación no mejoró y las minas de San Cebrián fueron cerrando a partir de los años 70, aunque la infraestructura de vía no fue levantada hasta 1990. Cerrado parte de este ferrocarril en 1968, solo subsistió el tramo Rueda-Salinas como atracción turística mediante ciclocarril.  Finalmente bajo el mandato de la empresa pública la explotación empeoró y la línea se cerró en 1991.
Esta medida no fue bien aceptada por los vecinos de las zonas afectadas que pidieron su reapertura. A partir de 1993, la línea comenzó a prestar servicio por tramos y el 19 de mayo de 2003, merced a un acuerdo con la Junta de Castilla y León, se reanudó el tráfico de viajeros entre León y Bilbao. La reapertura de la línea conllevó el rebaje de categoría de estación a apeadero, una vez clausurado el ferrocarril minero que se bifurcaba en Cillamayor, retirando los desvíos y vías de apartado.
El 1 de enero de 2013, se disolvió la empresa FEVE en un intento del gobierno por unificar vía ancha y estrecha, encomendándose la titularidad de las instalaciones ferroviarias a Adif y la explotación de los servicios ferroviarios a Renfe Operadora, distinguiéndose la división comercial de Renfe Cercanías AM para los servicios de pasajeros y de Renfe Mercancías para los servicios de mercancías.

## La estación
El edificio de viajeros está situado a la izquierda de la vía en kilometraje ascendente. Es una estructura de dos plantas con tejado a dos aguas en sentido longitudinal a la vía, con cuatro vanos por costado y planta, siendo las del piso inferior con arcos de medio punto (tapiados en su mayoría) y los del piso superior escarzanos. Dispone de marquesina en toda la extensión del edificio a las vía. Tanto el depósito de agua como los servicios se encuentran perfectamente restaurados. Dispone de un solo andén lateral sobre el que se asienta el edificio de viajeros, frente al cual discurre la única vía principal.
La estación de Cillamayor disponía de tres vías, una principal al lado del andén, otra de estacionamiento con entrada en el cocherón y depósito de material móvil, y otra de acceso al muelle de carbones, situada junto a otra donde se realizada el transbordo de carbones a la línea de la Compañía del Norte para su transporte hasta Quintanilla, situada en la línea de Venta de Baños a Santander. 

## Servicios ferroviarios

### Regionales
Los trenes regionales que realizan el recorrido León - Bilbao (línea R-4f) tienen parada en la estación. Su frecuencia es de 1 tren diario por sentido. En las estaciones en cursiva, la parada es discrecional, es decir, el tren se detiene si hay viajeros a bordo que quieran bajar o viajeros en la parada que manifiesten de forma inequívoca que quieren subir. Este sistema permite agilizar los tiempos de trayecto reduciendo paradas innecesarias.
Las conexiones ferroviarias entre Cillamayor y el resto de estaciones de la línea, para los trayectos regionales, se efectúan exclusivamente con composiciones de la serie 2700
| Línea | Origen/Destino   | Paradas intermedias | Destino/Origen |
| ----- | ---------------- | --- | -------------- |
|       | Bilbao Concordia | Amézola · Basurto Hospital · Zorroza-Zorrozgoiti · Iráuregui · Zaramillo · Sodupe · Aranguren · Aranguren-Apeadero · Zalla · Valmaseda · Arla-Berrón · Ungo-Nava · Mercadillo-Villasana · Cadagua · Bercedo-Montija · Quintana · Espinosa de los Monteros · Redondo · Sotoscueva · Pedrosa · Dosante Cidad · Robredo Ahedo · Soncillo · Cabañas de Virtus · Arija · Llano · Las Rozas de Valdearroyo · Montes Claros · Los Carabeos · Mataporquera · Cillamayor · Salinas de Pisuerga · Vado-Cervera · Castrejón de la Peña · Villaverde-Tarilonte · Santibáñez de la Peña · Guardo-Apeadero · Guardo · La Espina · Valcuende · Puente Almuhey · Cerezal de la Guzpeña · Prado de la Guzpeña · La Llama de la Guzpeña · Valle de las Casas · Sorriba · Cistierna · La Ercina · Boñar · La Vecilla · Matallana · San Feliz · Asunción/Universidad · Ventas/San Mamés | León-Matallana |